# Alfredo Vigo Trasancos
Alfredo Vigo Trasancos (Ferrol em 1951), é um historiador da arte galego, catedrático da Universidade de Santiago de Compostela, especialista do Barroco.

## Obra
Vigo Trasancos é autor de uma centena de publicações científicas e informativas. São muito conhecidos os seus trabalhos sobre a cidade e o arsenal de Ferrol no século XVIII, a Catedral de Santiago de Compostela nos períodos Barroco e Neoclassicismo, a Corunha no Século das Luzes ou sobre a Torre de Hércules no Iluminismo, período do qual é considerado um especialista.
- Arquitectura teatral na Galiza (Catalogação Arqueológica e Artística da Galiza) por Jesús Ángel Sánchez García, Alfredo Vigo Trasancos e Manú Cordonié (1 de Janeiro de 1997)
- A Corunha e o Século das Luzes: A Construção de uma Cidade Comercial (1700-1808) (2 de fevereiro de 2014)
- Arquitectura e Urbanismo em El Ferrol no século XVIII (1985).
- Revista Semata. Ciências Sociais e Humanas. Vários números de Alfredo Vigo Trasancos (1980).
- Arquitectura da ilustração: classicismo e neoclassicismo 1700-1834 (1 de Janeiro de 1998).
- Barroco: a arquitectura sagrada do antigo reino da Galiza (1658-1763) (1 de Outubro de 2012).
- Arquitecturas e arquitectos na Diocese de Tui: séculos XVII e XVIII ( Catalogação Arqueológica e Artística... de Ana Mª Pereira Molares, José Carlos Valle Pérez e Alfredo Vigo Trasancos (1 de Janeiro de 2006).